# Evan Prodromou
Evan S. Prodromou (né le 14 octobre 1968) est un développeur de logiciels et un défenseur du logiciel libre. Ses principales contributions ont été Wikitravel (avec Michele Ann Jenkins ), Identi.ca et StatusNet.
En 2015, il lance Fuzzy.ai, un service d'intelligence artificielle pour les développeurs.

## Biographie
Prodromou est né à Cincinnati, Ohio, États-Unis, et a grandi au Texas et en Californie. Il a vécu à Amsterdam, San Francisco et Lisbonne, et vit actuellement à Montréal.
Prodromou est diplômé de l'Université de Californie à Berkeley en 1990 (physique, anglais) et a travaillé pour Microsoft et diverses sociétés de développement Web à la fin des années 1990. En 2003, il a lancé Wikitravel, et en 2007 a fondé Control Yourself, qui a développé le logiciel pour Identi.ca, un service de microblogging. Control Yourself a été renommé Laconica, StatusNet en 2010, et enfin GNU social en 2012. En décembre 2012, Prodromou a lancé une nouvelle société,[réf. nécessaire] E14N.com, pour développer une nouvelle plateforme de médias sociaux, Pump.io.
Prodromou est un défenseur des logiciels libres et open source et de la culture libre. Il a fait des présentations lors de conférences sur les logiciels  et est le président du groupe communautaire Web social fédéré du consortium World Wide Web (W3C). Il siège également au groupe de travail sur le Web social du World Wide Web Consortium et il est co-éditeur de ActivityPub, la norme W3C pour les réseaux sociaux décentralisés.
Evan est le fils de Stav Prodromou et est marié à Michele Ann Jenkins. Ils ont deux enfants, Stavro Evangelo Michael Irving Prodromou et Amita Ann Jenkins.

## Projets
Evan Prodromou travaille ou a travaillé sur ces projets :
- fuzzy.ai
- Breather (en)
- Pump.io
- E14N.com (anciennement Control Yourself, Laconica et StatusNet)
- Identi.ca
- Wikitravel
- Vinismo (en)
- kei.ki
- certifi.ca
- Heat.net